# Plainwell (Michigan)
Pour les articles homonymes, voir Plainwell.
Plainwell est une ville du comté d'Allegan dans l’État du Michigan.
En 2010, sa population était de 3 804 habitants.